# Богацький Дмитро Олександрович
Богацький Дмитро Олександрович (10.02.1882, с. Купин, нині Городоцького р-ну Хмельницької області — ?) — педагог, дослідник-природознавець Кам'янеччини, член ВУАН. Навчався в Камянець-Подільській духовній семінарії. Закінчив Дерптський університет (1909). 1911-13 служив у війську, до 1918-го санітар Червоного Хреста. З 1918 — Дмитро Богацький у Києві, працює перекладачем газети «Останні вісті», а 1919 р. — в бюро української преси. Того ж 1919 року переїжджає в село Нестерівці (нині Дунаєвецького р-ну). У 1920 р. Дмитра заарештували у справі брата Павла Богацького, який емігрував за Збруч. З грудня 1920 року замешкав у м. Кам'янці-Подільському. З 1922 року — асистент кафедри етнології сільгоспінституту. У тому ж таки 1922 році чекісти заарештували просвітян: сестру Лідію Олександрівну і брата Бориса, звинувативши їх як активістів петлюрівської організації (обох розстріляли). Дмитро працював завідувачем природничо-математичної секції Кам'янець-Подільського відділення ВУАН, 1926-28 — голова наукового товариства (було 97 членів. Д.Богацький очолив редакційну комісію «Записок наукового товариства». З арештом дослідників Євгена Кондрацького, Юхима Сіцінського, Юхима Філя наукове товариство перестало існувати. 31 січня 1930 року Дмитра заарештували. На час арешту Дмитро був неодружений. Проводив допити слідчий Бріччі. Дмитро на допитах сказав, що його брати Георгій (Юрій) і Павло Богацькі живуть за кордоном. 25 лютого 1930 року судовою трійкою винесено вирок — п'ять років тюрми. Подальша доля невідома.

## Джерело
- Доля Дмитра Богацького